# Hans Hess (Politiker, 1945)

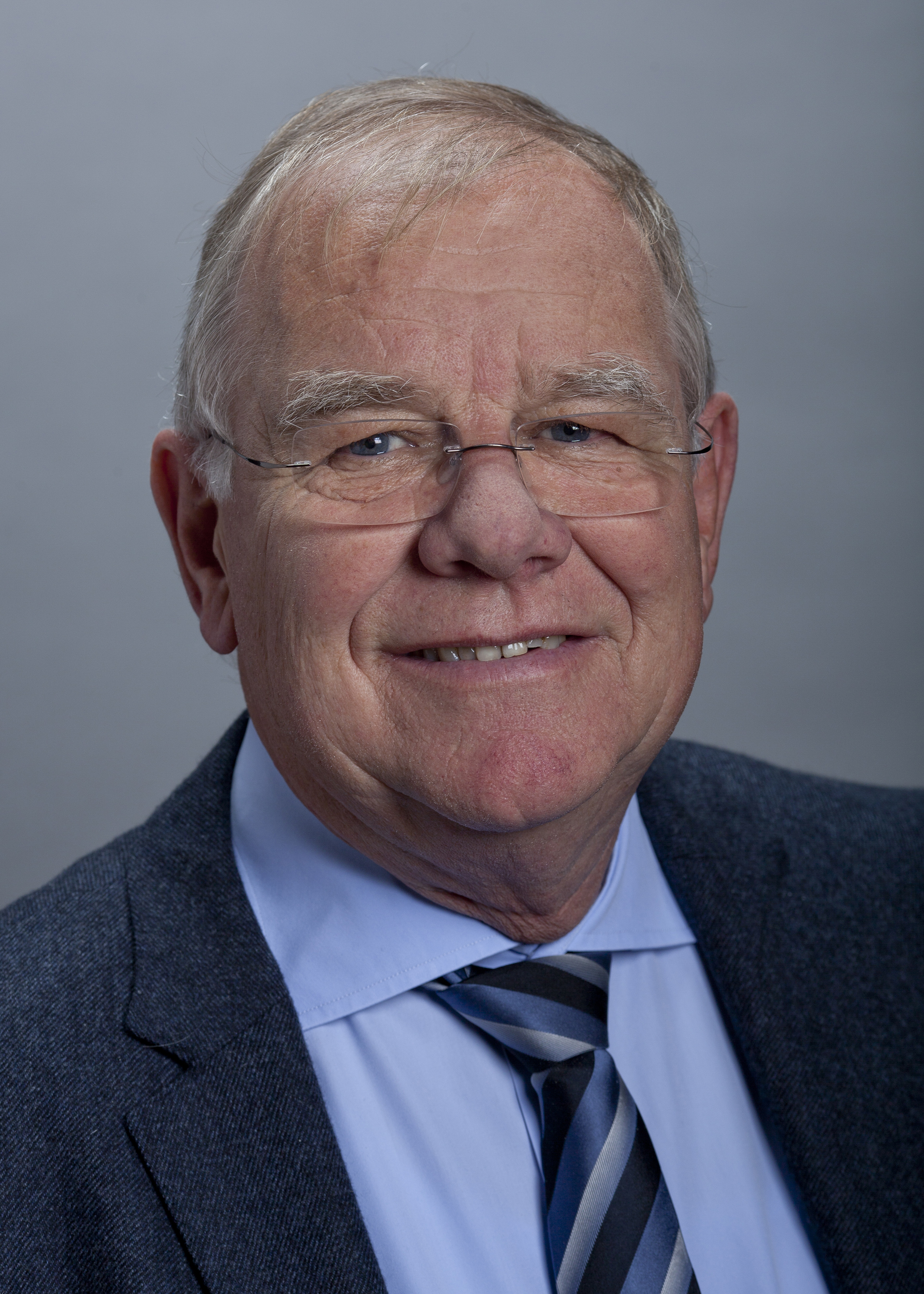
Hans Hess (2011)

Hans Hess (* 4. Mai 1945 in Luzern; heimatberechtigt in Engelberg) ist ein Schweizer Politiker (parteilos/FDP) des Kantons Obwalden. Er war von 1981 bis 1989 Obwaldner Regierungsrat und von 1998 bis 2015 Ständerat.

## Leben
Hess, Sohn eines Direktors der Obwaldner Kantonalbank, studierte Jura in Bern, Paris und Florenz und promovierte 1975 in Bern. 1976 eröffnete er seine eigene Anwaltskanzlei. Hess ist Vater von drei Kindern und seit 2014 verwitwet. Er arbeitet als Rechtsanwalt und Notar in Sarnen und hat zudem zahlreiche Verwaltungsratsmandate.
Der Firmenauskunftsdienst Moneyhouse ernannte Hess im Dezember 2009 zu einem der beiden «Briefkastenkönige von Obwalden», weil an seiner Büroadresse total 67 Domizilgesellschaften beherbergt seien. Nach einer Studie des Wirtschaftsinformationsdienstes Credita vom 14. Juni 2012 war Hans Hess in der Sommersession 2012 mit 20 Verwaltungsratsmandaten zusammen mit dem SVP-Politiker Peter Spuhler auf Platz drei der Liste der Schweizer Bundesparlamentarier mit den meisten Verwaltungsratsmandaten. Hess war von 1981 bis 2016 im Verwaltungsrat der Bergbahnen Engelberg-Trübsee-Titlis AG, von 1994 bis 2016 war er deren Präsident.
Von 1989 bis 2009 war er Mitglied des Verwaltungsrates der Schifffahrtsgesellschaft des Vierwaldstättersees. Von 1999 bis 2015 war Hess Präsident der Vereinigung des schweizerischen Tabakwarenhandels. In der Schweizer Armee war Hess Oberleutnant.

## Politische Ämter
Hess war als Parteiloser von 1978 bis 1981 im Obwaldner Kantonsrat und 1981 bis 1989 im Regierungsrat, wo er das Amt des Justizdirektors übernahm. 1989 trat er nach einer Verurteilung in der Steueraffäre um Franz Beckenbauer und die Firma «Heka» (abgekürzt von «Hess-Kaiser») wegen «eventualvorsätzlicher Beihilfe zur Steuerhinterziehung» von seinem Amt zurück. Am 26. April 1998 wählte die Obwaldner Landsgemeinde den damals parteilosen Hess in den Ständerat. Dort schloss er sich der FDP-Fraktion an. 2003 (stille Wahl), 2007 (stille Wahl) und 2011 wurde er wiedergewählt. Bei den eidgenössischen Wahlen 2015 kandidierte Hess nicht mehr und schied zum Ende der 49. Legislaturperiode im November 2015 aus dem Ständerat aus.